# Mount Kahuzi
Mount Kahuzi är en utslocknad stratovulkan i Mitumbabergen i Södra Kivu i Kongo-Kinshasa nära gränsen till Rwanda. 
Mount Kahuzi är med sina 3 308 m ö.h. den högsta toppen i Kahuzi-Biega nationalpark och har tillsammans med den näst högsta toppen Mont Biega (2 790 m ö.h) givit parken dess namn.
På dess sluttningar lever grupper av östlig låglandsgorilla. Populationen i hela nationalparken uppskattades år 1993 till omkring 275 individer, men minskade kraftigt under andra Kongokriget och uppges nu till 125 individer.
Den lilla, starkt hotade trädmusen Dendromus kahuziensis är endemisk i området. De enda kända exemplaren har hittats på sluttningar med tropisk skog och tät undervegetation på omkring 2 000 meters höjd.